# Jovsa
Jovsa – wieś (obec) na Słowacji położona w kraju koszyckim, w powiecie Michalovce. Pierwsze wzmianki o miejscowości pochodzą z roku 1418. 
Według danych z dnia 31 grudnia 2012, wieś zamieszkiwało 818 osób, w tym 407 kobiet i 411 mężczyzn.
W 2001 roku rozkład populacji względem narodowości i przynależności etnicznej wyglądał następująco:
- Słowacy – 89,86%
- Czesi – 0,48%
- Romowie – 0,6%
- Ukraińcy – 0,48%

Ze względu na wyznawaną religię struktura mieszkańców kształtowała się w 2001 roku następująco:
- Katolicy rzymscy – 17,18%
- Grekokatolicy – 64,08%
- Ewangelicy – 0,36%
- Prawosławni – 1,67%
- Ateiści – 1,43%
- Nie podano – 13,01%

Na terenie katastralnym wsi leży rezerwat przyrody Jovsianska hrabina.